# Сельское хозяйство Пакистана
Основные природные ресурсы Пакистана — пахотная земля и вода. Примерно 25 % земли обрабатывается и орошается одной из крупнейших ирригационных систем в мире. Аграрный сектор составляет 23 % ВВП, задействовано 44 % рабочей силы страны. Пакистан занимает восьмое место в мире по объему сельскохозяйственного производства — один из крупнейших производителей и поставщиков сельскохозяйственной продукции.

## Растениеводство
Главная культура страны — пшеница (Пенджаб). В 2005 году Пакистан вырастил 21 591,4 тонн пшеницы, это больше чем вся Африка (20 304,5 тонн) и почти столько, сколько вся Южная Америка (24 557,8 тонны). Пакистан — один из крупнейших в мире производителей и поставщиков следующих культур :
Пакистан произвел в 2018 году:
- 67,1 млн тонн сахарного тростника (5-е место по производству в мире после Бразилии, Индии, Китая и Таиланда);
- 25,0 млн тонн пшеницы (7 место в мире по производству);
- 10,8 млн тонн риса (10-й производитель в мире);
- 6,3 млн тонн кукурузы (20-й производитель в мире);
- 4,8 миллиона тонн хлопка (5-й по величине производитель в мире);
- 4,6 млн тонн картофеля (18-й производитель в мире);
- 2,3 миллиона тонн манго (включая мангустин и гуаву ) (5-й по величине производитель в мире, уступая только Индии, Китаю, Таиланду и Индонезии);
- 2,1 млн тонн лука (6-й производитель в мире);
- 1,6 млн тонн апельсина (12-й производитель в мире);
- 593 тысячи тонн мандарина;
- 1601 тысяча тонн томатов;
- 545 тысяч тонн яблок;
- 540 тысяч тонн арбузов;
- 501 тысяча тонн моркови;
- 471 тысяча тонн фиников (6-й по величине производитель в мире);

## Скотоводство
Скотоводство приносит примерно половину прибыли в аграрном секторе, составляя почти 11 % ВВП. 
Скотоводство Пакистана составляет 24,2 миллиона голов крупного рогатого скота, 26,3 миллиона буйволов, 24,9 миллиона овец, 56,7 миллиона коз и 0,8 миллиона верблюдов. В дополнение к этому, в стране активно развивается птицеводство: ежегодно производится более 530 миллионов птиц. 
Эти животные производят 29,472 миллиона тонн молока (Пакистан — 4-й в мире производитель и поставщик молока — 29,472 миллиона тонн ), 1,115 миллиона тонн говядины, 740 тысяч тонн баранины, 416 тысяч тонн мяса птицы, 8,528 миллиарда яиц, 40,2 тысячи тонн шерсти. , 21,5 тыс. тонн волос и 51,2 млн. кож.

## Рыболовство
Рыболовство играет важную роль в народном хозяйстве. Оно обеспечивает занятость около 400 тыс. человек. Кроме того, еще 500 тыс. человек работают в вспомогательной промышленности. Рыболовство - один из главных источников экспортных поступлений. С июля 2002 года по май 2003 года экспорт рыбы и продукции рыболовства из Пакистана составил 117 миллионов долларов США. Федеральное правительство ответственно за рыболовство в исключительной экономической зоне Пакистана.
Основными рыбными гаванями Пакистана являются:
- рыбный порт Карачи управляется провинциальным правительством Синда и обеспечивает около 90 % улова рыбы и даров моря в Пакистане и 95 % из рыбного экспорта из Пакистана.
- рыбный порт Коранги управляется Федеральным Министерством продовольствия, сельского хозяйства и скотоводство.
- рыбный порт Пасни управляется провинциальным правительством Белуджистана.
- рыбный порт Гвадар управляемый Федеральным министерством связи.

В 2005 Федеральное бюро статистики оценило этот сектор экономики в 18290 млн. пакистанских рупий, регистрируя более 10 % роста начиная с 2000.

## Лесное хозяйство
В 2005 Федеральное бюро статистики оценило этот сектор экономики в 25637 млн. пакистанских рупий, регистрируя более 3 % снижение с 2000.

## Продовольственная самообеспеченность
Несмотря на теоретическую продовольственную самообеспеченность, страна, тем не менее, страдает от недоедания, когда она экспортирует большую часть своей продукции, около трети риса (и знаменитый рис басмати). Почти 20,3% населения страдали от недоедания в 2019 году, или 40 миллионов человек и почти 40% детей в возрасте до пяти лет имеют задержку роста. Пакистан также импортирует часть своих потребностей, 11% импорта приходится на продукты питания. Это особенно касается соевого и пальмового масел, используемые в пищевой промышленности и животноводстве, а также бобовые и чай.